# 高堂生

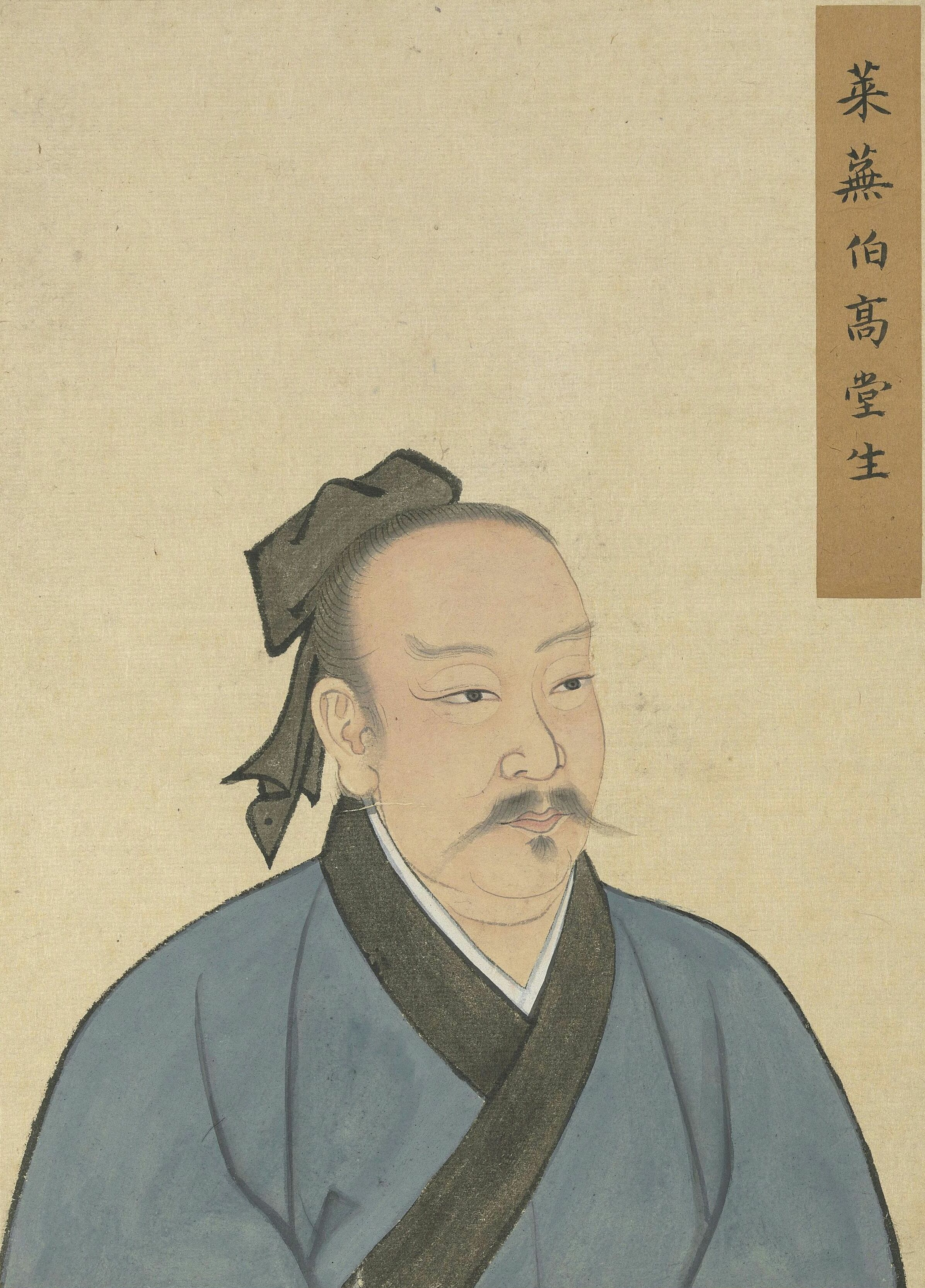
高堂生

高堂生（？—？），複姓高堂，字伯，魯（治今山東曲阜）人，西漢經學家，曾傳出「今文經」《儀禮》十七篇。曹魏諫臣高堂隆的祖先。

## 生平
春秋齐卿高傒之后，因高傒封邑於「高堂」，故姓高堂。
秦始皇焚书后，《儀禮》失傳。高堂生曾背誦出《儀禮》十六到十八篇，又以《礼书》十七篇授瑕邱蕭奮，使得《儀禮》在秦始皇之後還能留傳後世。
唐代，高堂生配享孔子庙。宋代，被追封为莱芜伯。今墓在新泰龙廷。

## 延伸阅读
[在维基数据编辑]
 《史記/卷121》，出自司馬遷《史記》